# هنگامه (بازیگر)
هنگامه بازیگر سینما اهل ایران است که از سال ۱۳۴۳ تا ۱۳۵۷ در زمینه بازیگری فعالیت می‌کرد.

## فیلم‌شناسی
- تشنه باران (۱۳۵۷)
- حق و ناحق (۱۳۵۷)
- سرخپوست‌ها (۱۳۵۷)
- مبارزی در نیمه راه/شب بازیگران (۱۳۵۷)
- اشک رقاصه (۱۳۵۶)
- خان نایب (۱۳۵۶)
- در شهر خبری نیست (۱۳۵۶)
- صبح خاکستر (۱۳۵۶)
- فریاد زیر آب (۱۳۵۶)
- مشکل آقای اعتماد (۱۳۵۶)
- همراهان (۱۳۵۶)
- بت‌شکن (۱۳۵۵)
- پاکباخته (۱۳۵۵)
- تنها حامی (۱۳۵۵)
- رابطه جوانی (۱۳۵۵)
- غیرت (۱۳۵۵)
- ولی نعمت (۱۳۵۵)
- چشمان بسته (۱۳۵۴)
- شاهرگ (۱۳۵۴)
- شرف (۱۳۵۴)
- فاصله (۱۳۵۴)
- کندو (۱۳۵۴)
- آب توبه (۱۳۵۳)
- شکست ناپذیر (۱۳۵۳)
- ماجراجویان خشن (۱۳۵۳)
- مواظب کلات باش (۱۳۵۳)
- موسرخه (۱۳۵۳)
- باجناغ (۱۳۵۲)
- شرور (۱۳۵۲)
- قدیر (۱۳۵۱)
- میخک سفید (۱۳۵۱)
- رضا چلچله (۱۳۵۰)
- پهلوان پهلوانان (۱۳۴۸)
- جاهل‌ها و ژیگول‌ها (۱۳۴۳)